# Lizard Squad
Lizard Squad (Esquadrão Lagartixa, em tradução livre) é um grupo hacker conhecido por ataques a diversos servidores online, sendo o ataque aos serviços de jogos online da Microsoft e Sony, no fim de 2014, de autoria da equipe. A Lizard também reivindicou a autoria por ataques aos servidores de alguns jogos da Activision, e os servidores da EA, realizados em 2014.

## Vinnie Omari
Vinnie Omari é um membro do Esquadrão do Lagarto que foi preso e socorrido sob as alegadas ofensas de "Participar/envolvido na aquisição/retenção/uso ou controle de propriedade criminosa, Fraude por representação falsa - Fraud Act 2006, Conspirar para roubar de outro, acesso não autorizado ao computador com a intenção de cometer outras ofensas". Ele foi usado como um rosto público na televisão e como porta-voz das notícias para representar o Lizard Squad.

## Julius Kivimäki
Julius Kivimäki (zeekill) é um membro finlandês do Lizard Squad condenado em julho de 2015 por mais de 50.000 acusações de crime de computador.

## Dos Santos
Dos Santos de 17 anos, de Maryland, foi acusado de crimes de computador associados a uma série de ataques distribuídos de negação de serviço (DDoS), cartões de crédito roubados e venda de serviços DDoS por aluguel. Ele foi um dos membros do Lizard Squad e também o Co-Grupo "PoodleCorp", que lançou ataques distribuídos de negação de serviço (DDoS) contra várias redes e serviços de jogos. Buchta estava escondido atrás do pseudônimo do Twitter @fbiarelosers, @xotehpoodle e os pseudônimos on-line "pein" e "lagarto".

## Miguel Pinho
Miguel Pinho de 19 anos, da Holanda, foi acusado de crimes de computador associados a uma série de ataques distribuídos de negação de serviço (DDoS), cartões de crédito roubados e venda de serviços DDoS por aluguel. Ele foi um dos membros por trás do Lizard Squad, que foi o principal responsável pelo lançamento dos ddos-ataques anunciados pelo grupo. Ele também foi um dos dois gerentes da conta do Twitter @LizardLands, que é a principal conta do Lizard Squad no Twitter desde janeiro de 2015. Ele estava normalmente escondido atrás do apelido do Twitter @UchihaLS (que significa Uchiha Lizard Squad) e dos apelidos online “UchihaLS”, "Uchiha" e "Dragão".